# Mattias Bäckström Johansson
Anders Torleif Mattias Bäckström Johansson, född 25 juli 1985 i Oskarshamns församling i Kalmar län, är en svensk politiker (sverigedemokrat). Han är ordinarie riksdagsledamot sedan 2014, invald för Kalmar läns valkrets sedan 2018 (dessförinnan Västernorrlands läns valkrets 2014–2018). Han är Sverigedemokraternas partisekreterare sedan 12 december 2022.

## Biografi
Bäckström Johansson föddes 1985 i Oskarshamn. Han studerade till driftingenjör vid Sjöfartshögskolan i Kalmar och arbetade som reaktoroperatör vid Oskarshamns kärnkraftverk innan han kom in i riksdagen.
Bäckström Johansson har två barn från ett tidigare äktenskap. Sedan 2023 är Mattias Bäckström Johansson förlovad med den föredetta Riks-profilen Rebecka Fallenkvist.

## Politisk karriär
Bäckström Johansson gick med i Sverigedemokratisk ungdom år 2000 efter att tidigare ha varit medlem i MUF.  Han gick över till moderpartiet 2002 och är sedan valet 2006 ledamot av kommunfullmäktige i Oskarshamns kommun. Han är ordinarie riksdagsledamot sedan 2014, invald för Kalmar läns valkrets sedan 2018 (dessförinnan Västernorrlands läns valkrets 2014–2018).
Bäckström Johansson är sedan 2011 ledamot av Sverigedemokraternas partistyrelse, var 2011–2021 distriktsordförande för partidistriktet SD Kalmar län, och var 2010–2014 ledamot av Kalmar läns landstingsfullmäktige. Han är Sverigedemokraternas partisekreterare sedan 12 december 2022 (dessförinnan tillförordnad partisekreterare från och med 17 oktober 2022). 2021–2022 var han biträdande partisekreterare.

### Politiska ställningstaganden
Bäckström Johansson har angett Jimmie Åkesson som sin politiska förebild. Han har uppgett sina viktigaste politiska frågor vara hårdare straff, kampen mot ett mångkulturellt samhälle, förstatligande av skolan, ny kärnkraft, färre flyktingar till Sverige samt utträde ur EU. Han uppger sig stå något till höger politiskt.